# Lekkoatletyka na Letnich Igrzyskach Olimpijskich 2004 – sztafeta 4 × 400 m kobiet
Sztafeta 4 × 400 m kobiet – jedna z konkurencji rozgrywanych w ramach lekkoatletyki podczas letnich igrzysk olimpijskich w 2004. Eliminacje odbyły się 27 sierpnia, a finał został rozegrany 28 sierpnia.
Udział w tej konkurencji brało 71 zawodniczek z 16 państw. Zawody wygrała reprezentacja Stanów Zjednoczonych, drugą pozycję zajęły zawodniczki z Rosji, trzecią zaś reprezentantki Jamajki.

## Wyniki

### Eliminacje
Bieg 1
| Miejsce | Zawodniczki                                                                | Państwo         | Wynik   |
| ------- | -------------------------------------------------------------------------- | --------------- | ------- |
| 1.      | Olesia Krasnomowiec Natalja Iwanowa Tatjana Firowa Olesia Zykina           | Rosja           | 3:23,52 |
| 2.      | Ronetta Smith Michelle Burgher Nadia Davy Sandie Richards                  | Jamajka         | 3:24,92 |
| 3.      | Zuzanna Radecka Monika Bejnar Małgorzata Pskit Grażyna Prokopek            | Polska          | 3:25,05 |
| 4.      | Christine Ohuruogu Catherine Murphy Helen Karagounis Lee McConnell         | Wielka Brytania | 3:26,99 |
| 5.      | Angela Moroșanu Alina Rîpanu Maria Rus Ionela Târlea-Manolache             | Rumunia         | 3:27,36 |
| 6.      | Natałla Sałahub Iryna Chlustawa Iłona Usowicz Swiatłana Usowicz            | Białoruś        | 3:27,38 |
| 7.      | Mireille Nguimgo Clementine Béwouda Carole Kaboud Mebam Muriel Noah Ahanda | Kamerun         | 3:29,93 |
| 8.      | Ngozi Nwokocha Gloria Amuche Nwosu Halimat Ismaila Christy Ekpukhon        | Nigeria         | 3:30,78 |

Bieg 2
| Miejsce | Zawodniczki                                                            | Państwo           | Wynik   |
| ------- | ---------------------------------------------------------------------- | ----------------- | ------- |
| 1.      | Crystal Cox Moushaumi Robinson Monique Henderson Sanya Richards        | Stany Zjednoczone | 3:23,79 |
| 2.      | Chariklia Bunda Chrisula Gundenudi Dimitra Dowa Fani Chalkia           | Grecja            | 3:26,70 |
| 3.      | Rajwinder Kaur K. M. Beenamol Chitra Soman Manjeet Kaur                | Indie             | 3:26,89 |
| 4.      | Claudia Hoffmann Claudia Marx Jana Neubert Grit Breuer                 | Niemcy            | 3:27,75 |
| 5.      | Liliana Allen Magali Yañez Ana Guevara Mayra González                  | Meksyk            | 3:27,88 |
| 6.      | Maria Laura Almirão Josiane Tito Geisa Coutinho Lucimar Teodoro        | Brazylia          | 3:28,43 |
| 7.      | Ołeksandra Ryżkowa Oksana Iluszkina Antonina Jefremowa Natalija Pyhyda | Ukraina           | 3:28,62 |
| 8.      | Aïda Diop Mame Tacko Diouf Aminata Diouf Fatou Bintou Fall             | Senegal           | 3:35,18 |

### Finał
| Miejsce | Zawodniczki                                                        | Państwo           | Wynik   |
| ------- | ------------------------------------------------------------------ | ----------------- | ------- |
| 01 !    | DeeDee Trotter Monique Henderson Sanya Richards Monique Hennagan   | Stany Zjednoczone | 3:19,01 |
| 02 !    | Olesia Krasnomowiec Natalja Nazarowa Olesia Zykina Natalja Antiuch | Rosja             | 3:20,16 |
| 03 !    | Novlene Williams Michelle Burgher Nadia Davy Sandie Richards       | Jamajka           | 3:22,00 |
| 4.      | Donna Fraser Catherine Murphy Christine Ohuruogu Lee McConnell     | Wielka Brytania   | 3:25,12 |
| 5.      | Zuzanna Radecka Monika Bejnar Małgorzata Pskit Grażyna Prokopek    | Polska            | 3:25,22 |
| 6.      | Angela Moroșanu Alina Rîpanu Maria Rus Ionela Târlea-Manolache     | Rumunia           | 3:26,81 |
| 7.      | Sathi Geetha K. M. Beenamol Chitra Soman Manjeet Kaur              | Indie             | 3:28,51 |
| 8.      | Chariklia Bunda Chrisula Gundenudi Dimitra Dowa Fani Chalkia       | Grecja            | 3:45,70 |